# دولت‌آباد (فردوس)
دولت‌آباد یک روستا در ایران است که در بخش فردوس شهرستان رفسنجان واقع شده‌است. دولت‌آباد ۳۷۴ نفر جمعیت دارد.